# Кюссаберг
Кюссаберг (нім. Küssaberg) — громада в Німеччині, знаходиться в землі Баден-Вюртемберг. Підпорядковується адміністративному округу Фрайбург. Входить до складу району Вальдсгут.
Площа — 26,16 км2. Населення становить 5476 ос. (станом на 31 грудня 2020).